# Scott DesJarlais
Scott Eugene DesJarlais (Des Moines, 21 febbraio 1964) è un politico e medico statunitense, membro della Camera dei Rappresentanti per lo stato del Tennessee.

## Biografia
Figlio di un barbiere e di un'infermiera, DesJarlais nacque nell'Iowa e crebbe nel Dakota del Sud. Dopo la laurea in medicina, si trasferì nel Tennessee per lavoro.
Nel 2009, pur non avendo mai ricoperto nessuna carica pubblica, si presentò alle elezioni per la Camera dei Rappresentanti come esponente del Partito Repubblicano e riuscì a sconfiggere il deputato democratico in carica Lincoln Davis. Venne poi riconfermato nelle elezioni successive.
DesJarlais è sposato con Amy, dalla quale ha avuto tre figli ed è divorziato dalla prima moglie Susan, con la quale ha avuto un figlio. Ideologicamente è noto come un agguerrito conservatore, sostenitore della famiglia e accanito oppositore dell'aborto. Alla fine del 2012 tuttavia DesJarlais venne coinvolto in uno scandalo, quando dai documenti del divorzio emerse che aveva avuto diverse relazioni extraconiugali con colleghe e pazienti e che aveva indotto una delle amanti ad abortire; inoltre anche sua moglie Susan aveva abortito due volte con il suo consenso.